# Le Voleur invisible
Pour plus de détails, voir Fiche technique et Distribution.
Le voleur invisible est un film muet français réalisé par Segundo de Chomón et sorti en 1909.

## Synopsis
Un homme fait l'acquisition d'un ouvrage dans lequel il découvre une recette d'invisibilité.

## Fiche technique
- Titre : Le voleur invisible
- Réalisation : Segundo de Chomón
- Scénario : d'après L'Homme invisible, de H. G. Wells
- Société de production : Pathé Frères
- Langue originale : Muet
- Format : Noir et blanc
- Genre : Comédie
- Durée : 5 min 32 s
- Date de sortie : France : 1909